# Rubén Guerrero
Rubén Guerrero Pino (* 22. Oktober 1995 in Marbella) ist ein spanischer Basketballspieler.

## Laufbahn
Guerrero wurde im Nachwuchs von Unicaja Málaga ausgebildet und spielte von 2011 bis 2013 zusätzlich mittels Leihabkommen für Clínicas Rincón in der zweitklassigen Liga LEB Oro beziehungsweise der drittklassigen LEB Plata. 2013 verließ er Spanien, um sich in Wichita (US-Bundesstaat Kansas) der Mannschaft der Sunrise Christian Academy anzuschließen.
Hernach nahm er an der University of South Florida ein Studium auf und gehörte von 2014 bis 2017 der Basketballhochschulmannschaft an. In diesem Zeitraum erzielte der Spanier für South Florida im Durchschnitt 5,3 Punkte, 5,1 Rebounds und 1,3 Blocks je Begegnung. In der Saison 2015/16 wurde mit dem American Athletic Conference Sportmanship Award ausgezeichnet, mit dem Sportsgeist, ethisches Verhalten und Redlichkeit geehrt werden.
2017 nahm Guerrero einen Hochschulwechsel vor und ging an die Samford University nach Alabama. Die Wechselbestimmungen der NCAA zwangen ihn, ein Spieljahr vom Wettkampfbetrieb auszusetzen, danach bestritt er 2018/19 unter der Leitung von Trainer Scott Padgett 29 Spiele für Samford, in denen er im Schnitt 13,5 Punkte, 8,5 Rebounds und 2,2 Blocks aufwies.
Im Mai 2019 wurde seine Rückkehr zu Unicaja Málaga bekannt, Guerrero erhielt einen Platz im Erstligaaufgebot. Er stand drei Spieljahre in Málagas Mannschaft. In der Saison 2021/22 kam er in 33 Einsätzen in der Liga ACB im Schnitt auf 3,1 Punkte und 3,5 Rebounds.
Am 16. Juli 2022 unterschrieb er einen Vertrag beim Ligakonkurrenten Obradoiro CAB.

## Nationalmannschaft
Guerrero war spanischer Jugendnationalspieler, er gewann 2013 Bronze bei der U18-Europameisterschaft und 2015 die Silbermedaille bei der U20-EM. Im Sommer 2017 wurde er in die spanische Herrennationalmannschaft berufen.